# 因斯堡
因斯堡（法語：Hinsbourg，法語發音：[insbuʁ] ⓘ）是法国下莱茵省的一个市镇，属于萨韦尔讷区。

## 地理
因斯堡（48°54'23"N, 7°17'27"E）面积3.28 平方千米，位于法国大東部大區下莱茵省，该省份为法国大陆部分最东部的省份，是阿尔萨斯的一部分，今与上莱茵省组成了阿尔萨斯欧洲集体，其南至上莱茵省，西南接孚日省和默尔特-摩泽尔省，西接摩泽尔省，北与德国接壤。
与因斯堡接壤的市镇（或旧市镇、城区）包括：弗罗米勒、拉珀蒂特皮埃尔、皮贝尔、斯特吕、齐泰尔桑。
因斯堡的时区为UTC+01:00、UTC+02:00（夏令时）。

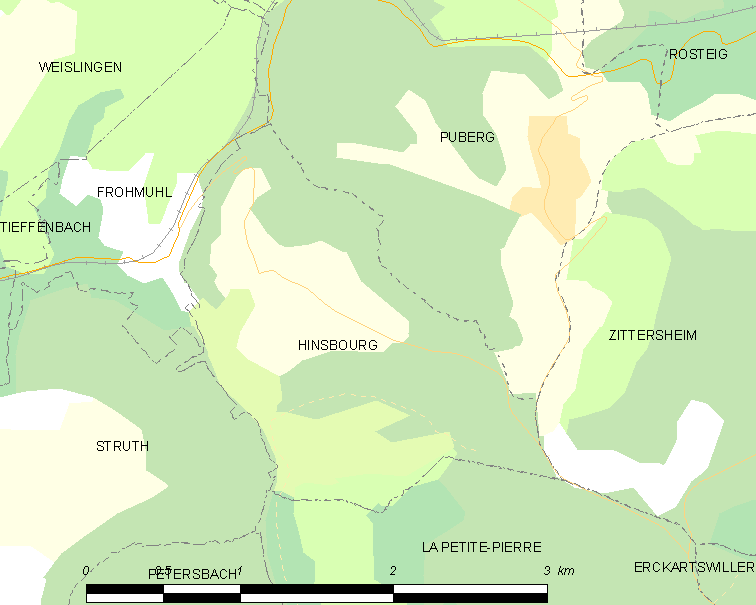
因斯堡的OSM定位图

## 行政
因斯堡的邮政编码为67290，INSEE市镇编码为67198。

## 政治
因斯堡所属的省级选区为英维莱尔县。

## 人口

1962-2008年间因斯堡人口变化图示

因斯堡于2022年1月1日时的人口数量为117人。